# Citizen
Citizen (яп. シチズン時計株式会社) — японська корпорація, що виробляє годинники та точне обладнання, зі штаб-квартирою в Нісі-Токьо, Токіо.
Citizen виробляє годинники та калькулятори та експортує їх у світ. Дочірня компанія Miyota є одним з найбільших виробників годинникових калібрів. Калібри Miyota використовуються багатьма японськими та європейським годинниковими компаніями. Заводи Citizen розташовані в Нісі-Токьо та Фудзі-Йосіда.

## Історія компанії
Заснований в 1930 році на базі інституту Shōkōsha Tokei Kenkyusho (яп. 尚 工 舎 時 計 研究所), який діяв з 1918 року.
З 1936 року годинники Citizen експортуються в багато країн світу.
Citizen сконструйовані перший кварцовий годинник, перший кварцовий годинник у водонепроникному корпусі, перший електронний годинник, перший годинник з титану, перший годинник на сонячних батареях.

## Галерея

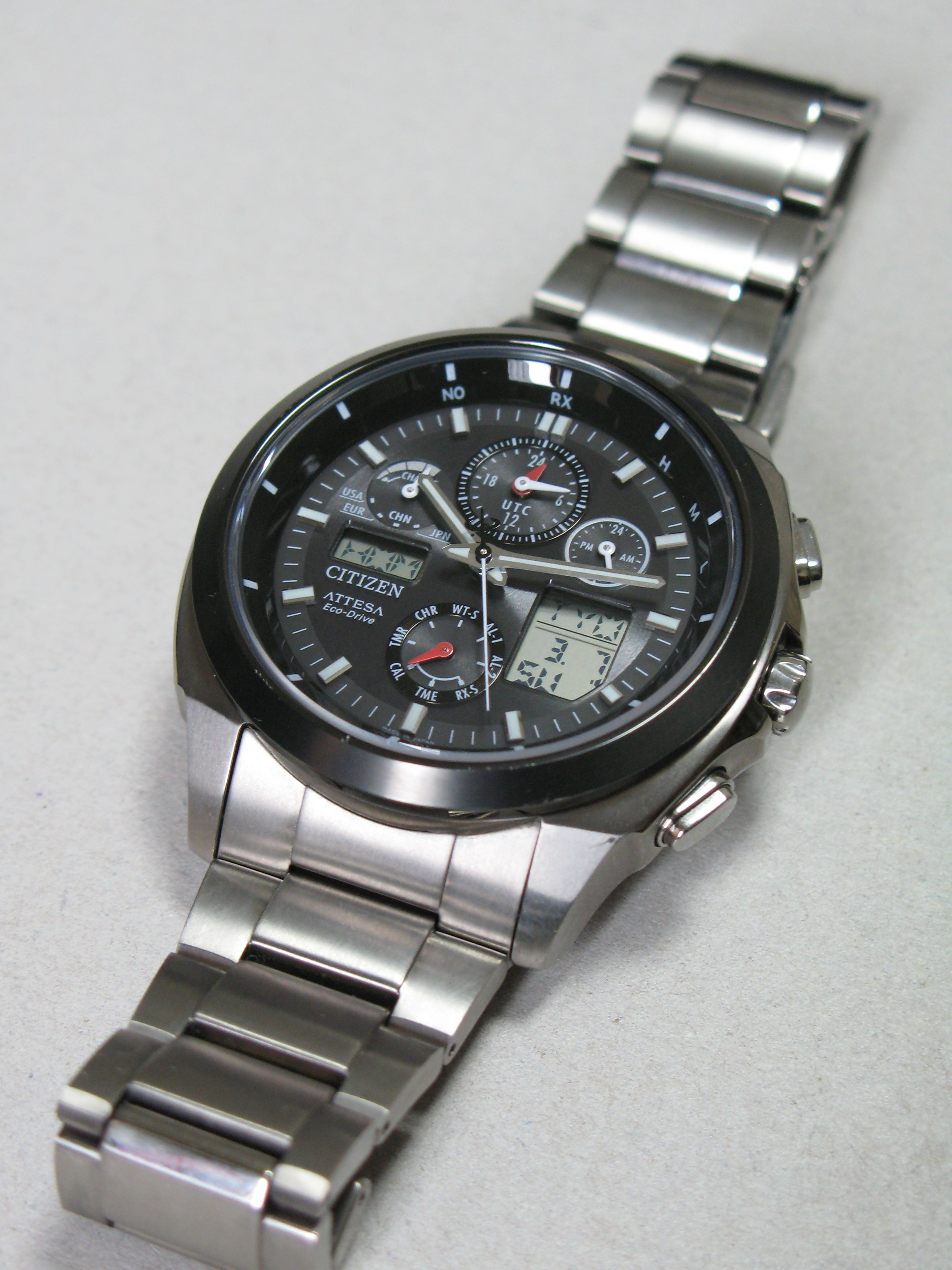
Радіокерований годинник з сонячною батареєю. ATTESA Jetsetter ATV53-3023.
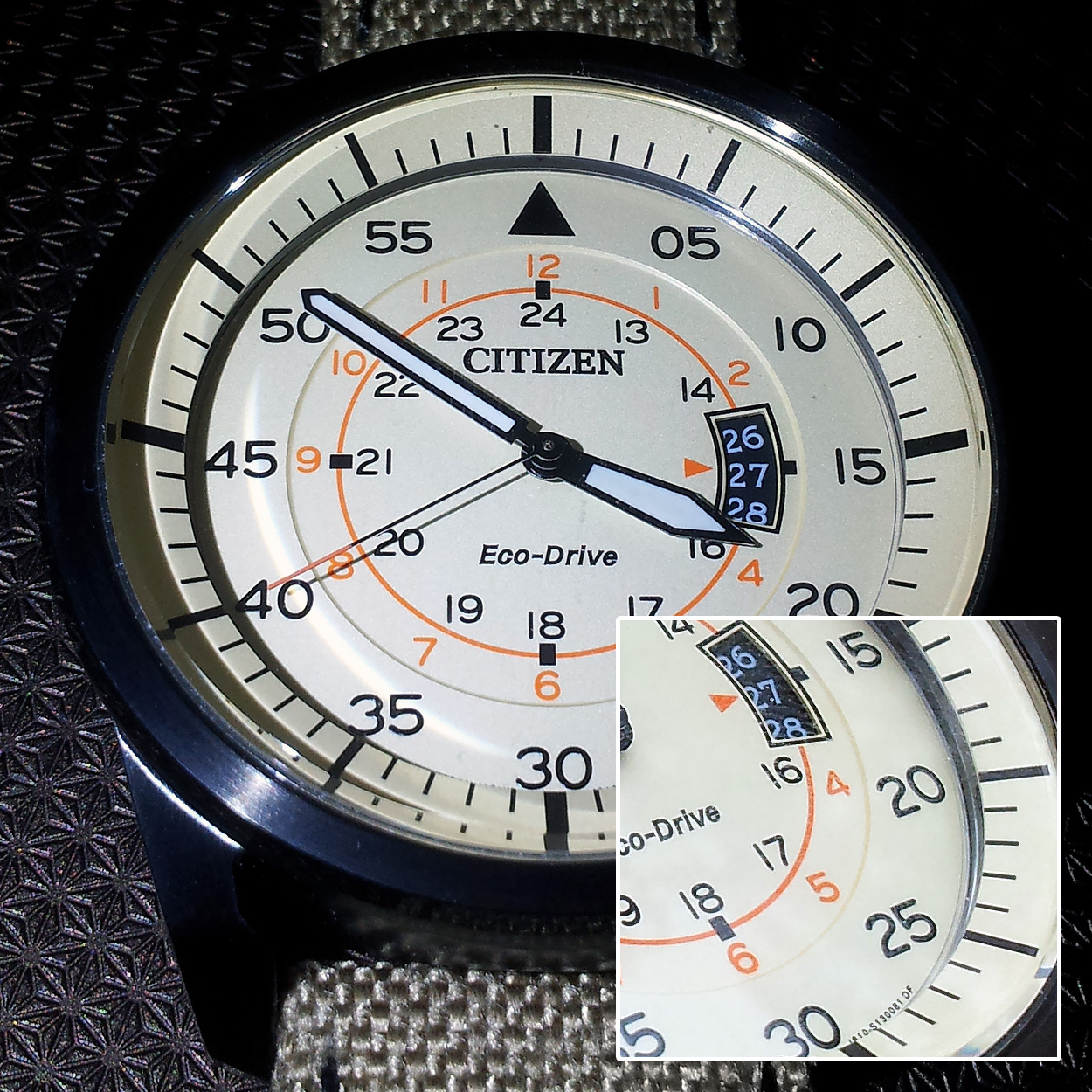
Годинник на сонячних батареях "Eco-Drive"
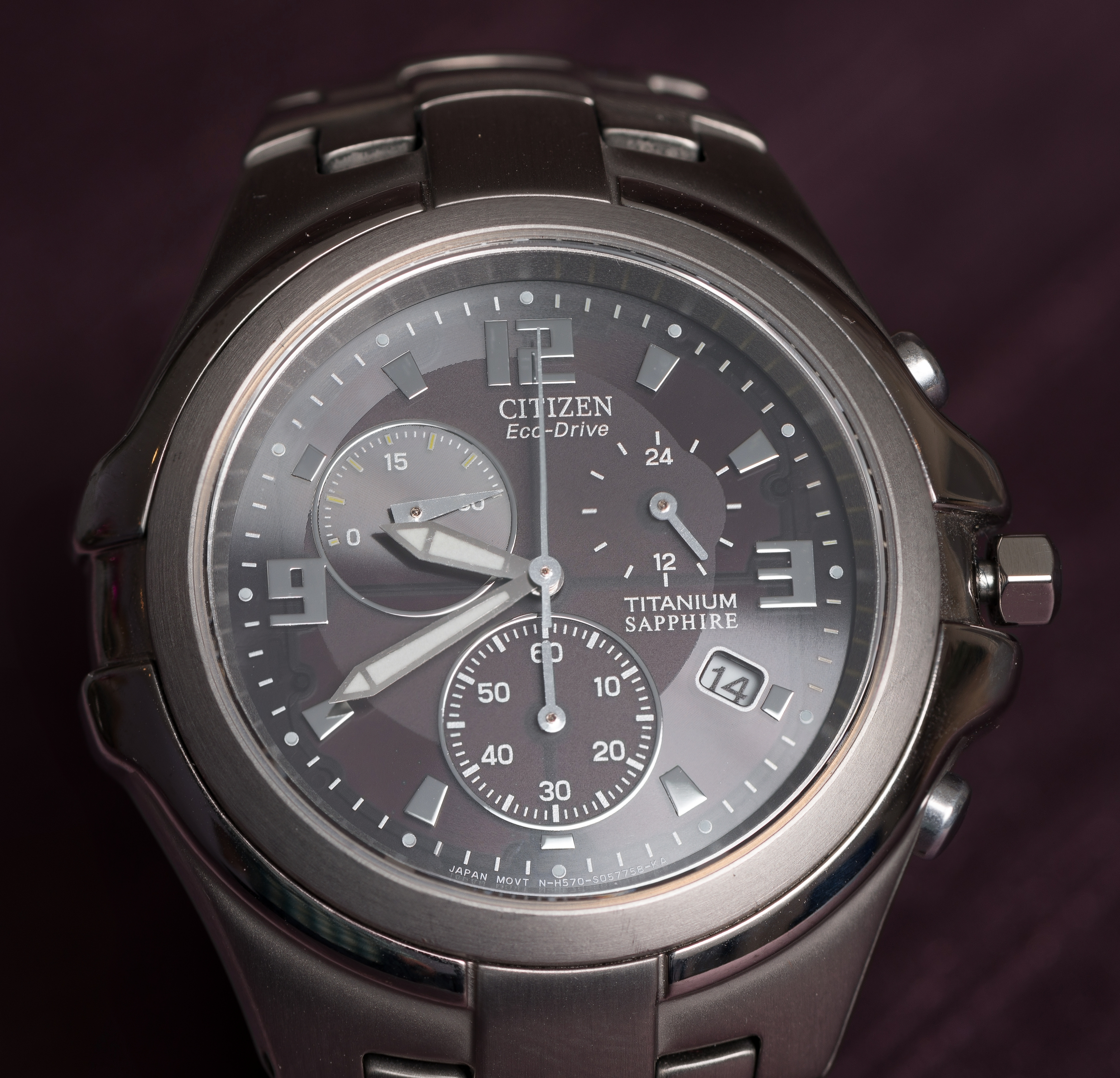
Титановий наручний годинник із сонячними батареями. Eco-Drive Titanium Sapphire
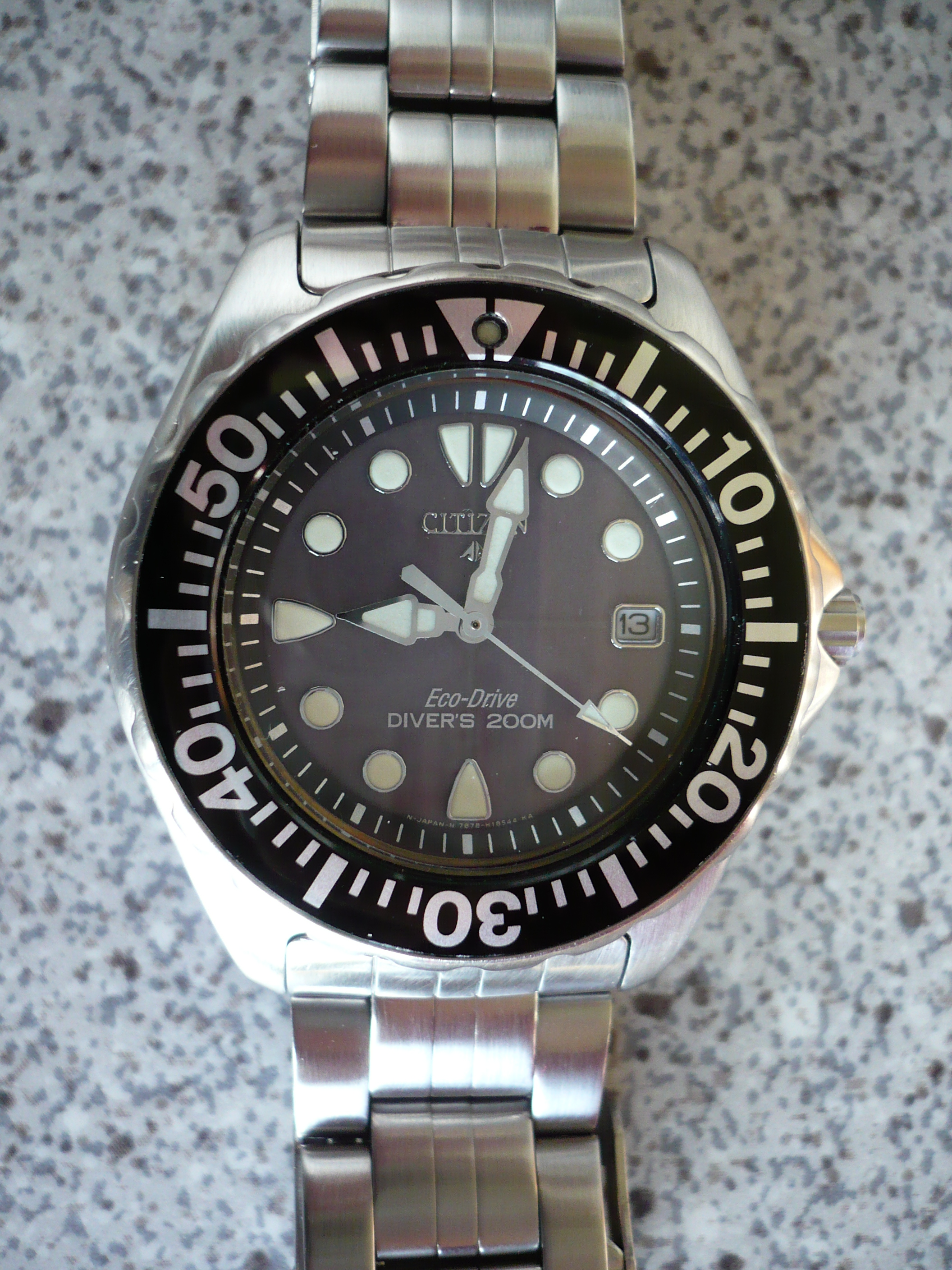
Годинник для дайвінгу. PROMASTER Diver AP0440-14F
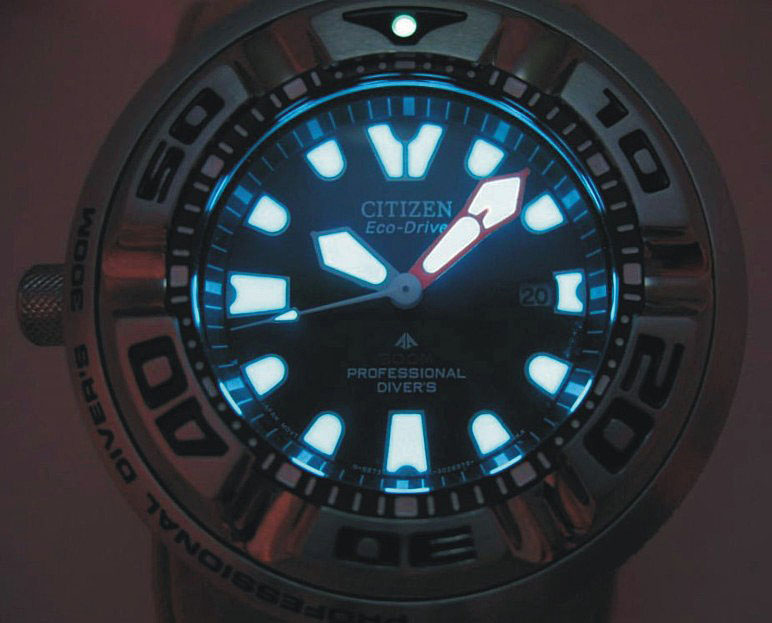
Наручний годинник зі спеціальним світлодіодом для дайвінгу
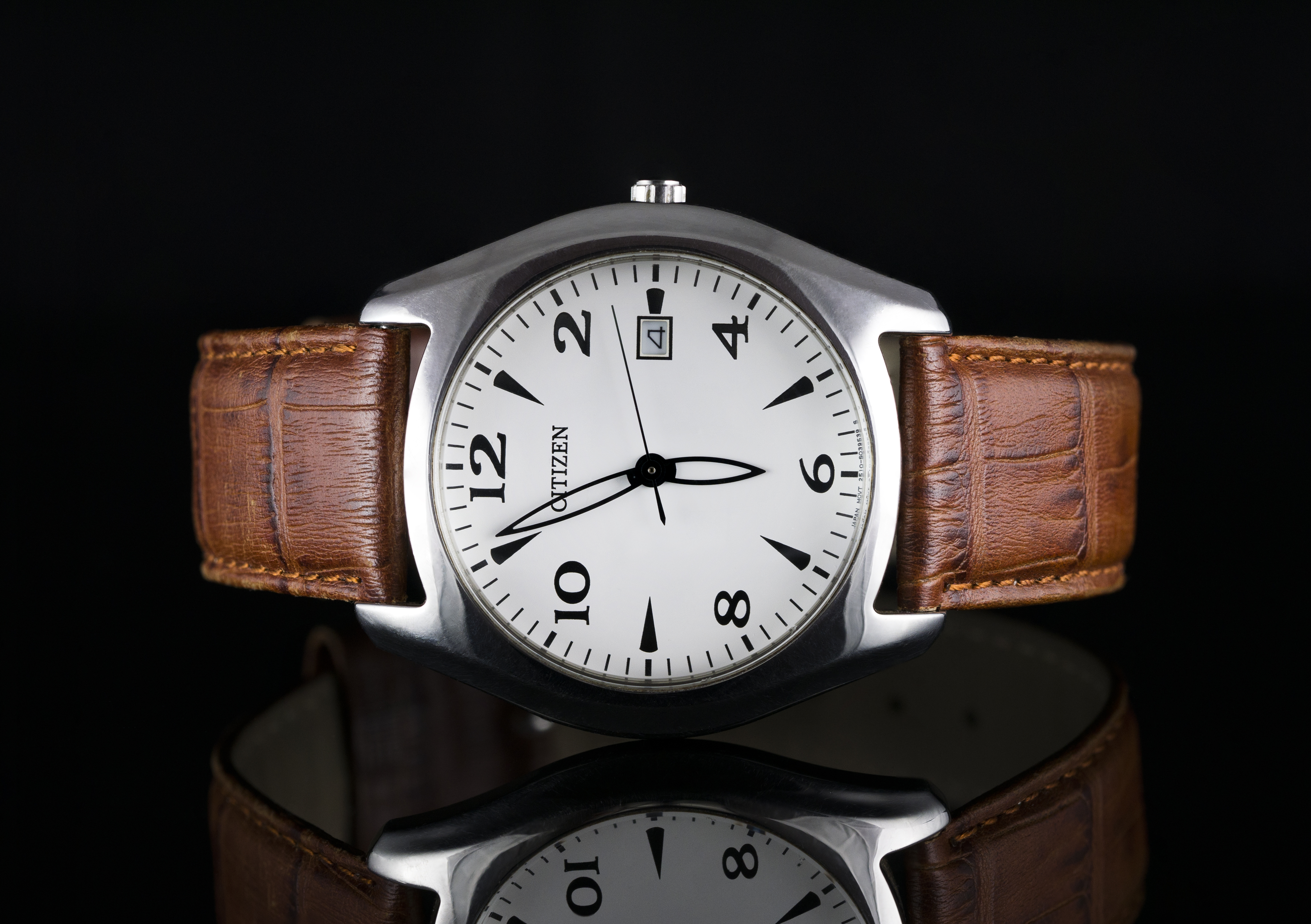
Годинник класичного дизайну
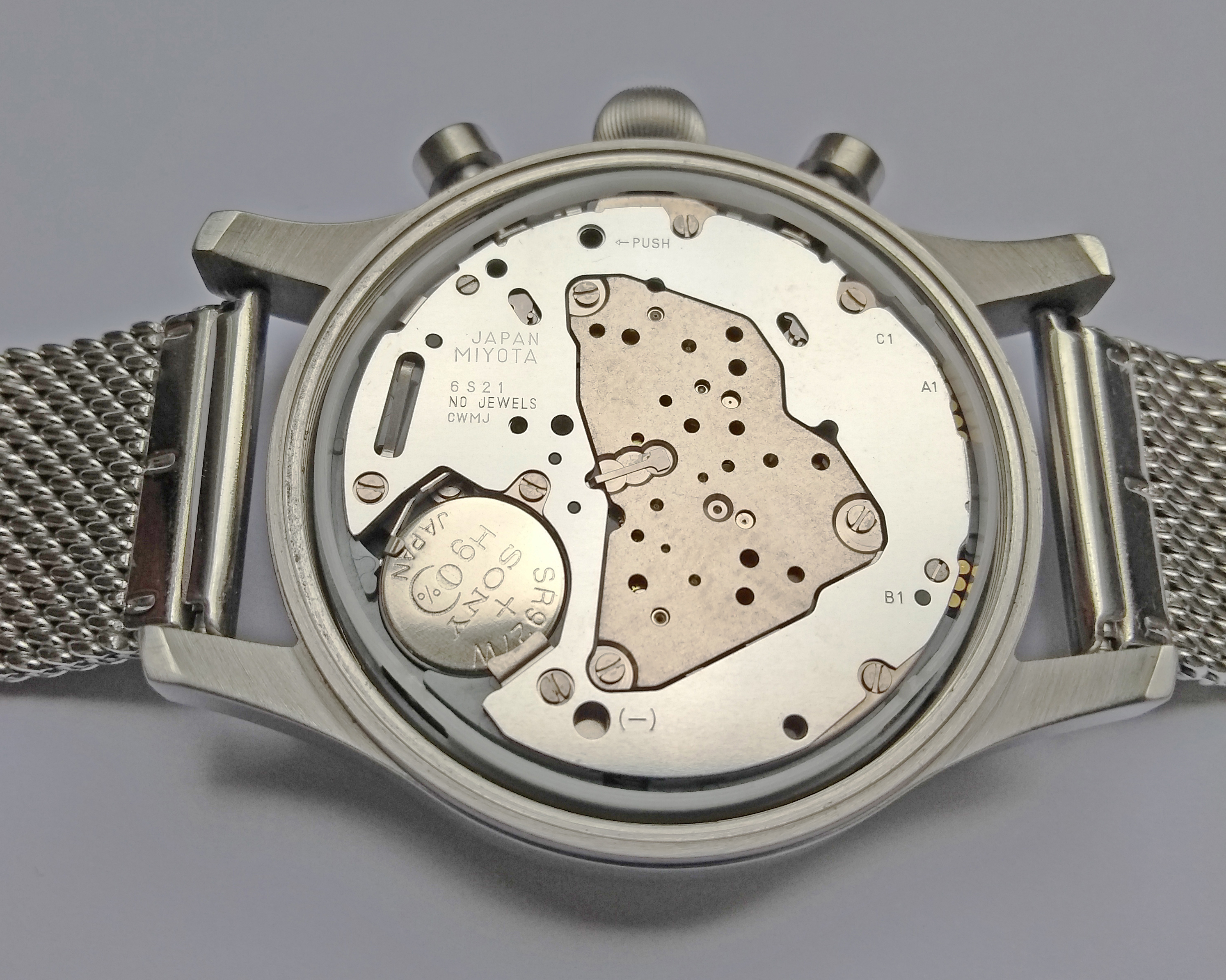
калібр Miyota
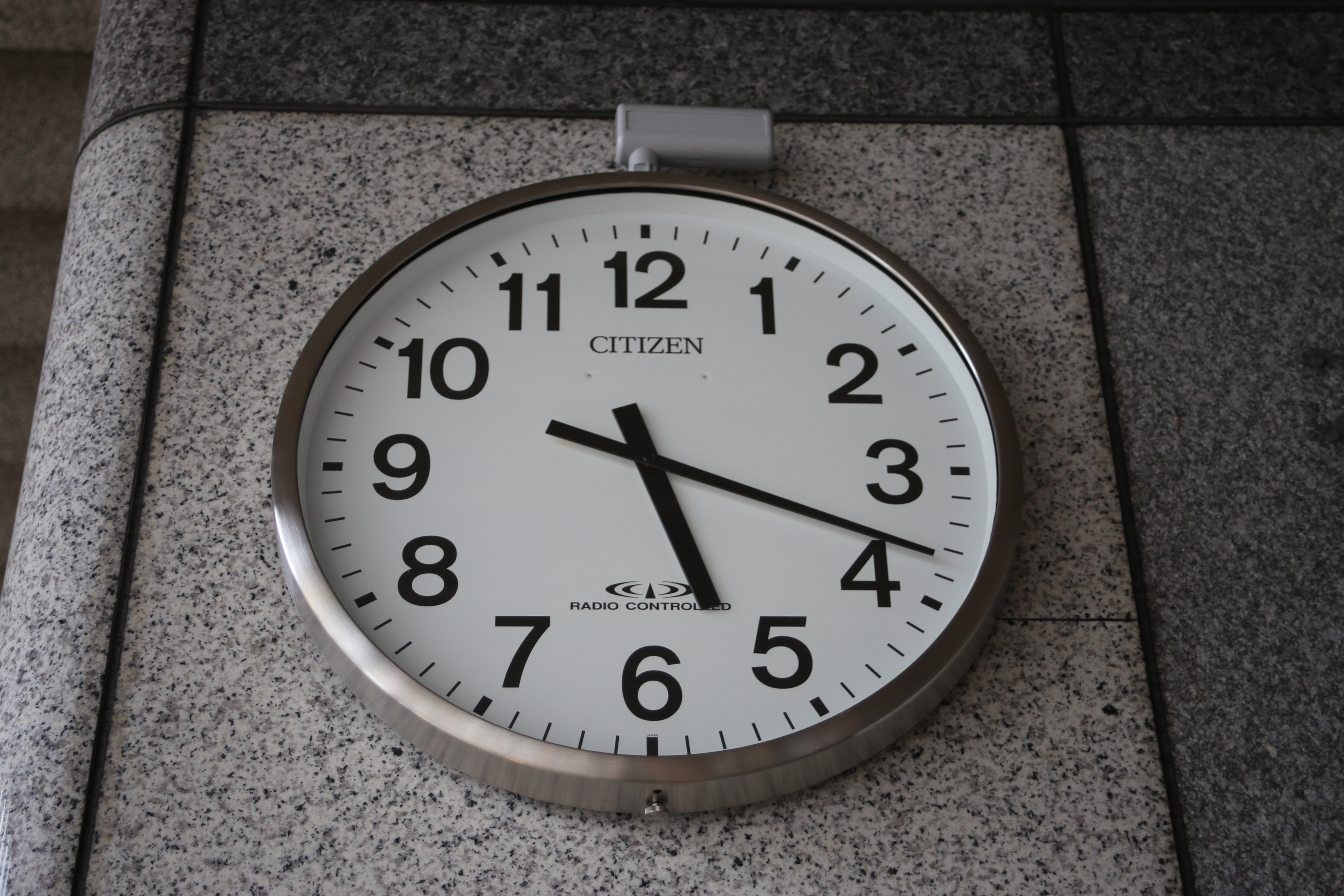
настінний годинник. радіокерований годинник.
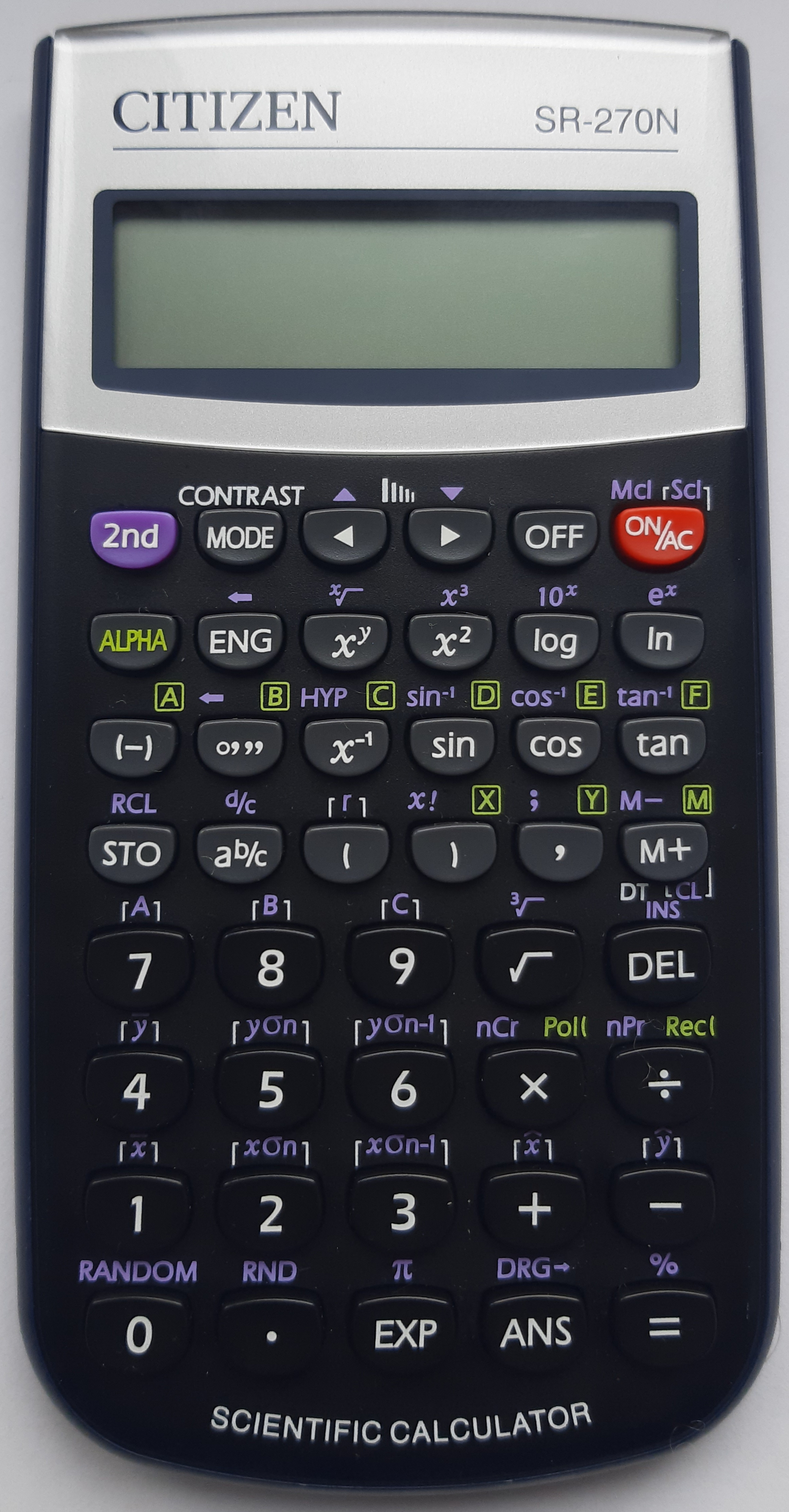
Науковий калькулятор SR-270N
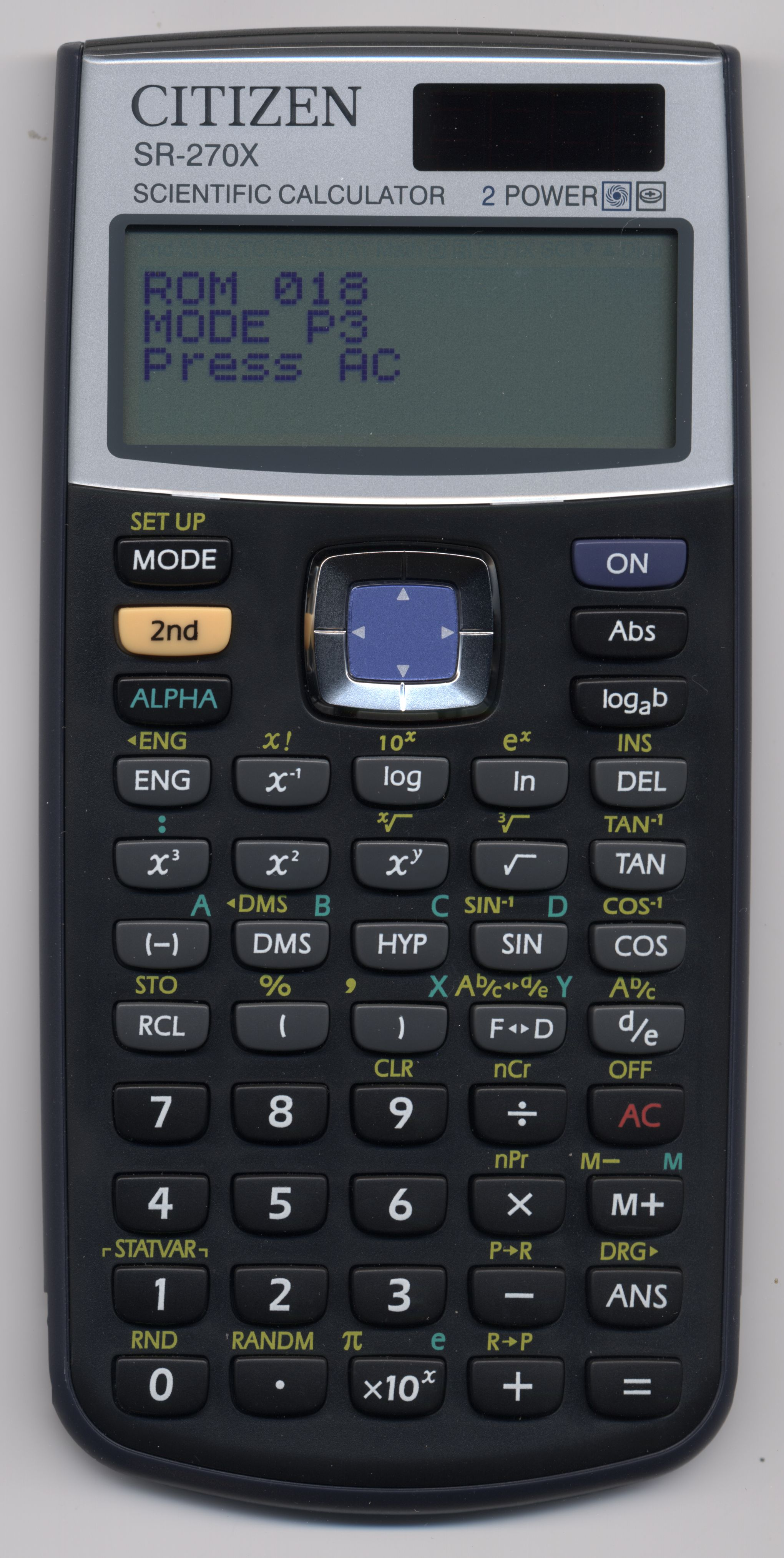
Науковий калькулятор SR-270X
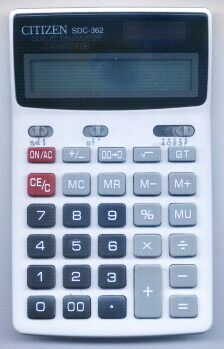
калькулятор
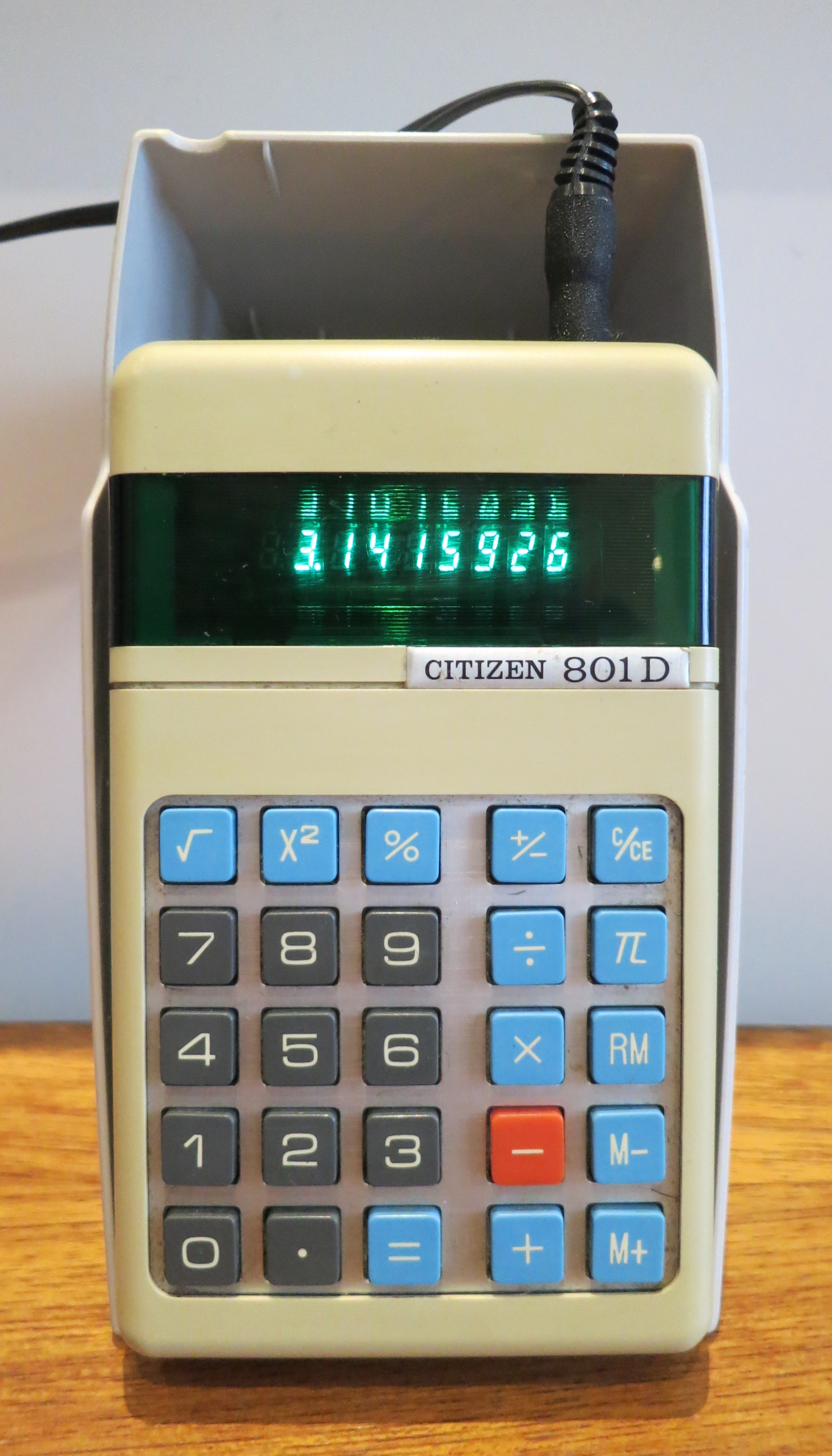
Citizen 801D (1976) калькулятор
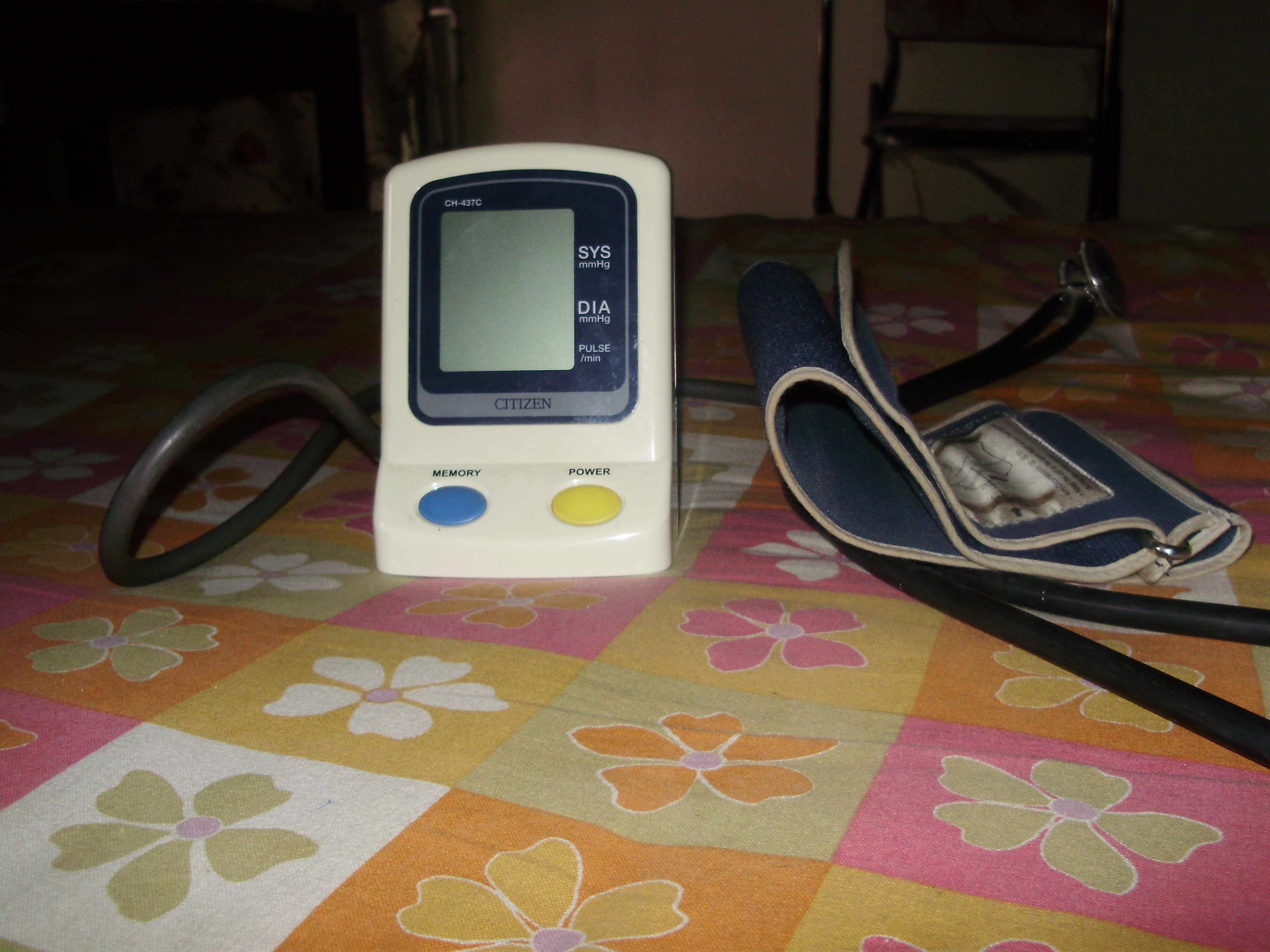
Сфігмоманометр